# Жарич Феодосій Григорович
Феодосій Григорович Жарич (20 вересня 1910, Російська імперія — 27 травня 1965, місто Москва, тепер Російська Федерація) — радянський державний діяч, 2-й секретар Рязанського та Липецького обласних комітетів КПРС. Депутат Верховної ради РРФСР 3—4-го скликань.

## Життєпис
Народився в бідній селянській родині. Трудову діяльність розпочав із десятирічного віку.
Член ВКП(б) з 1930 року.
Працював гірничим інженером. Перебував на відповідальній партійній роботі, був інструктором обласного комітету ВКП(б).
На 1939—1940 роки — 1-й секретар Аларського районного комітету ВКП(б) Усть-Ординського (Бурят-Монгольського) національного округу Іркутської області.
27 січня 1941 — 9 квітня 1943 року — секретар Іркутського обласного комітету ВКП(б) із кадрів.
9 квітня 1943 — 1944 року — 3-й секретар Іркутського обласного комітету ВКП(б).
У 1945 році закінчив Вищу школу партійних організаторів при ЦК ВКП(б) у Москві.
З 1945 року працював в апараті ЦК ВКП(б).
У 1951 — січні 1954 року — 2-й секретар Рязанського обласного комітету ВКП(б) (КПРС).
6 січня 1954 — 1957 року — 2-й секретар Липецького обласного комітету КПРС.
З 1958 року — на відповідальній роботі (інспектор) в апараті Ради міністрів Російської РФСР.
Потім за станом здоров'я перебував на пенсії.
Помер 27 травня 1965 року після тривалої та важкої хвороби в Москві. Похований на Новодівичому цвинтарі Москви.

## Нагороди і відзнаки
- орден Червоної Зірки
- медаль «За доблесну працю у Великій Вітчизняній війні 1941—1945 рр.» (1945)